# Soffan Sanron
Soffan Sanron (thailändisch ศ็อฟฟาน สันหรน; * 17. November 2006) ist ein thailändischer Fußballspieler.

## Karriere
Soffan Sanron erlernte das Fußballspielen in der Jugend des Songkhla FC sowie in der Schulmannschaft der Debsirin Alumni Association under The Royal Patronage. Die Saison 2024 stand er beim Viertligisten Lopburi United FC unter Vertrag. Mit dem Verein spielte er dreimal in der Western Region der Liga. Im Dezember 2024 wechselte er zum PT Prachuap FC. Der Verein aus Prachuap spielt in der ersten Liga, der Thai League. Sein Erstligadebüt gab Sanron am 20. April 2025 (29. Spieltag) im Auswärtsspiel gegen den Nakhon Ratchasima FC. Bei dem 1:1-Unentschieden wurde er in der 70. Minute für Phon-Ek Jensen eingewechselt.

## Sonstiges
Soffan Sanron ist der Burder von Iklas Sanron.